# August Svedstrup
Christian August Svedstrup (8. oktober 1853 i København – 13. oktober 1893 sammesteds) var en dansk astronom, bror til Alexander Svedstrup.
Svedstrup blev student 1872 og studerede astronomi under d'Arrest og Thiele og var fra 1875 ansat ved Sparekassen for Kjøbenhavn og Omegn (fra 1884 som chef for Østerbro-afdelingen). Han offentliggjorde astronomiske afhandlinger i Astronomische Nachrichten. Af hans arbejder må nævnes: Les petites planètes entre Mars et Jupiter (Kiel 1886), som 1885 blev prisbelønnet af det danske Videnskabernes Selskab, og Definitive Bahnbestimmung des Cometen 1863 IV (sammesteds 1887, belønnet med selskabets guldmedalje). Han var desuden regner for observatoriet.